# Adam Lundqvist
Adam Lundqvist (Nyköping, 1994. március 20. –) svéd válogatott labdarúgó, az amerikai Austin hátvédje.

## Pályafutása

### Klubcsapatokban
Lundqvist a svédországi Nyköping városában született. Az ifjúsági pályafutását a helyi Nyköping csapatában kezdte, majd az Elfsborg akadémiájánál folytatta.
2013-ban mutatkozott be az Elfsborg első osztályban szereplő felnőtt keretében. 2018-ban az észak-amerikai első osztályban érdekelt Houston Dynamohoz igazolt. 2018. május 31-én, a Real Salt Lake ellen idegenben 2–1-re elvesztett bajnokin debütált. 2023. január 10-én egyéves szerződést kötött az Austin együttesével.

### A válogatottban
Lundqvist az U17-es, az U19-es és az U21-es korosztályú válogatottakban is képviselte Svédországot.
2016-ban debütált a felnőtt válogatottban. Először a 2016. január 6-ai, Észtország ellen 1–1-es döntetlennel zárult mérkőzésen lépett pályára.

## Statisztikák
2022. október 9. szerint
| Klub           | Szezon   | Osztály     | Bajnokság | Bajnokság | Kupa  | Kupa | Nemzetközi | Nemzetközi | Összesen | Összesen |
| Klub           | Szezon   | Osztály     | Meccs     | Gól       | Meccs | Gól  | Meccs      | Gól        | Meccs    | Gól      |
| -------------- | -------- | ----------- | --------- | --------- | ----- | ---- | ---------- | ---------- | -------- | -------- |
| Elfsborg       | 2013     | Allsvenskan | 2         | 0         | 0     | 0    | 2          | 0          | 4        | 0        |
| Elfsborg       | 2014     | Allsvenskan | 20        | 1         | 1     | 0    | 6          | 0          | 27       | 1        |
| Elfsborg       | 2015     | Allsvenskan | 29        | 1         | 0     | 0    | 6          | 0          | 35       | 1        |
| Elfsborg       | 2016     | Allsvenskan | 25        | 1         | 0     | 0    | —          | —          | 25       | 1        |
| Elfsborg       | 2017     | Allsvenskan | 29        | 0         | 1     | 0    | —          | —          | 30       | 0        |
| Elfsborg       | 2018     | Allsvenskan | 5         | 0         | 3     | 0    | —          | —          | 8        | 0        |
| Elfsborg       | Összesen | Összesen    | 110       | 3         | 5     | 0    | 14         | 0          | 129      | 3        |
| Houston Dynamo | 2018     | MLS         | 16        | 0         | 2     | 0    | —          | —          | 18       | 0        |
| Houston Dynamo | 2019     | MLS         | 28        | 0         | 0     | 0    | 1          | 0          | 29       | 0        |
| Houston Dynamo | 2020     | MLS         | 21        | 0         | 0     | 0    | —          | —          | 21       | 0        |
| Houston Dynamo | 2021     | MLS         | 25        | 0         | 0     | 0    | —          | —          | 25       | 0        |
| Houston Dynamo | 2022     | MLS         | 31        | 0         | 0     | 0    | —          | —          | 31       | 0        |
| Houston Dynamo | Összesen | Összesen    | 121       | 0         | 2     | 0    | 1          | 0          | 124      | 0        |
| Összesen       | Összesen | Összesen    | 231       | 3         | 7     | 0    | 15         | 0          | 253      | 3        |

### A válogatottban
| Válogatott | Év       | Pályára lépés | Gól |
| ---------- | -------- | ------------- | --- |
| Svédország | 2016     | 2             | 0   |
| Összesen   | Összesen | 2             | 0   |

## Sikerei, díjai
Elfsborg
- Svéd Kupa
  - Győztes (1): 2013–14

- Svéd Szuperkupa
  - Döntős (1): 2014

Houston Dynamo
- US Open Cup
  - Győztes (1): 2018